# Двести франков «Монтескьё»
Двести франков Монтескьё — французская банкнота, эскиз которой разработан 20 августа 1981 года и выпускалась Банком Франции с 7 июля 1982 года, до замены на банкноту двести франков Эйфель.

## История
Для банкноты номиналом 200 франков был выбран философ эпохи Просвещения, тема не нова и уже использовалась на банкноте десять франков Вольтер.
Банкнота последняя в серии «Известные художники и учёные» выпускаемой Банком Франции и в которую вошли банкноты с портретами Берлиоза, Дебюсси, Кантена де Латура, Делакруа и Паскаля. Серия банкнот посвящена известным людям, которые внесли свой вклад в формирование исторического наследия Франции".
Банкнота выпускалась с 1981 по 1994 годы. Банкнота начинает изыматься из обращения с 1 апреля 1998 года и лишена статуса законного платежного средства с 31 марта 2008 года, после чего она уже не может быть обменена на евро.

## Описание
Дизайн банкноты разработан художником Пьереттом Ламбером (был автором банкнот пять франков Пастер и пятьдесят франков Расин) и гравёрами Жаком Жубером и Клодом Дюрреном.
Доминирующий цвет банкноты — зелёный с оттенком коричневого.
Аверс: в правой части банкноты изображён философ Монтескьё, портрет создан на основе мраморного бюста работы скульптора Жана-Батиста Лемуана (мэрия Бордо). Слева изображена аллегорическая фигура, Дух законов, одна из главных работ философа эпохи Просвещения. Также две выпуклые точки для облегчения распознавания банкноты слепыми.
Реверс: в левой части банкноты изображён философ Монтескьё, рядом с философом статуя Луция Корнелия Суллы, у ног Суллы отрывок из работы «Диалог между Суллой и Eucrates», который представляет собой выдержку из Персидских писем.
Водяной знак портрет Монтескьё.
Размеры банкноты 172 мм х 92 мм.